# Aleksander Mikołajków
Aleksander Mikołajków (ur. 12 grudnia 1901 lub 1903 w Brzeżanach, zm. 24 sierpnia 1944 w Dębicy) – polski lekarz, prekursor lecznictwa społecznego i ruchu Czerwonego Krzyża w Dębicy, Sprawiedliwy wśród Narodów Świata.

## Życiorys
Aleksander Mikołajków był absolwentem Akademii Medycznej we Lwowie. Pracował jako lekarz w dębickiej firmie ubezpieczeniowej oraz był pierwszym kierownikiem miejskiego ośrodka zdrowia. Poza pracą angażował się społecznie w działalność Polskiego Czerwonego Krzyża. Po powstaniu getta w Dębicy Mikołajków zatrudnił w charakterze gońca w kierowanej przez siebie kasie chorych trzynastoletniego Efraima Reicha. Z pomocą jego oraz swoich synów, Leszka i Andrzeja, udzielał pomocy rodzicom Reicha, którzy przebywali w getcie. Razem z małżonką przygotowywał dla nich paczki z prowiantem i lekarstwami. Podczas akcji likwidacyjnej dębickiego getta w lipcu 1942 r. Mikołajków udzielił w swojej piwnicy schronienia 13-osobowej rodzinie Reicha. Dom rodziny Mikołajkowów stał w bezpośrednim sąsiedztwie siedziby Gestapo. Po zakończeniu akcji likwidacyjnej i przeorganizowaniu getta na obóz pracy Reichowie opuścili kryjówkę. W listopadzie 1942 r. Mikołajków powiadomił rodzinę Reichów o zbliżającej się kolejnej akcji likwidacyjnej getta i ukrył ich na 9 miesięcy. Latem 1943 r. Gestapo zarekwirowało na swoje potrzeby garaż Mikołajkowów, dlatego ze względów bezpieczeństwa Aleksander przeniósł kryjówkę Żydów do domu Józefa Kurzyny. Aleksander razem ze swoją rodziną kontynuował opiekę nad rodziną Reich do 20 sierpnia 1944 r., kiedy to Dębica została odbita od Niemców przez Armię Czerwoną.
Od ok. 1930 r. mieszkał z żoną-pielęgniarką Leokadią w domu przy ulicy Kościuszki 248 w Dębicy. Mieli dwóch synów: Leszka i Andrzeja. 
Aleksander Mikołajków został śmiertelnie postrzelony w Kałużówce w Dębicy podczas udzielania pierwszej pomocy rannemu. Zmarł 24 sierpnia 1944 r. Został pochowany na cmentarzu komunalnym Starym w Dębicy.
W 1947 roku został pośmiertnie oznaczonym Złotym Krzyżem Zasługi
.
Ukrywani przez rodzinę Mikołajkowów wyemigrowali z Polski. Będąc w obozie przejściowym dla przesiedleńców w Austrii zaczęli przesyłać rodzinie Mikołajkowów paczki pomocowe, co kontynuowali po osiedleniu się w USA. Efram Reich został rabinem w Brooklynie.
Instytut Jad Waszem uznał Aleksandra Mikołajkowa pośmiertnie za Sprawiedliwego wśród Narodów Świata 29 stycznia 1980 r. Razem z nim odznaczona została jego żona, Leokadia. 25 lipca 1989 r. tym samym odznaczeniem uhonorowani zostali ich synowie, Leszek i Andrzej.

## Ordery i odznaczenia
- Złoty Krzyż Zasługi (pośmiertnie, 22 lipca 1947)[8]
- Medal Sprawiedliwy wśród Narodów Świata (pośmiertnie, 29 stycznia 1980)[2]

## Upamiętnienie
3 czerwca 2006 r. na miejscu dawnego domu rodziny Mikołajkowów w Dębicy został utworzony skwer poświęcony ich pamięci.
Historia rodziny Mikołajkowów została przedstawiona w filmie dokumentalnym „Druga Prawda” Jany Wright i Anety Naszyńskiej.
W 2013 r. ukazała się książka Zbigniewa Szurka „Rodzina Mikołajkowów (próba biografii). Ofiarność. Odwaga. Poświęcenie” oparta na historii niesienia pomocy społeczności żydowskiej przez rodzinę Mikołajkowów.